# New style hustle
New style hustle（ニュースタイルハッスル）はペアダンスの一種。ハウスミュージックなどのクラブ・ミュージックにあわせて速いテンポで踊るダンス。
R&Bやソウルなどで踊られていたHustleが進化した結果ニューヨークで発生し、世界中に広まってきている。